# Alta Floresta (kommunhuvudort)
Alta Floresta är en kommunhuvudort i Brasilien.   Den ligger i kommunen Alta Floresta och delstaten Mato Grosso, i den centrala delen av landet, 1 100 km nordväst om huvudstaden Brasília. Alta Floresta ligger 292 meter över havet och antalet invånare är 49 331.
Terrängen runt Alta Floresta är platt.
Omgivningarna runt Alta Floresta är huvudsakligen savann. Runt Alta Floresta är det mycket glesbefolkat, med 5 invånare per kvadratkilometer.